# Шведський дивізіон 1 з хокею 1950—1951
Дивізіон 1: 1950—1951 — 7-й сезон у «Дивізіон 1», що був на той час найвищою за рівнем клубною лігою у шведському хокеї з шайбою.
У чемпіонаті взяли участь 12 клубів, розділених на дві групи. Турнір проходив у два кола.
Переможцем змагань став клуб «Юргорден» ІФ (Стокгольм).

## Регулярний сезон

### Північна група
|   | Команда                     | І  | В | Н | П | Ш     | О  |
| - | --------------------------- | -- | - | - | - | ----- | -- |
| 1 | АІК Стокгольм               | 10 | 9 | 1 | 0 | 56–19 | 19 |
| 2 | «Гаммарбю» ІФ (Стокгольм)   | 10 | 6 | 1 | 3 | 49–23 | 13 |
| 3 | Євле ГІК                    | 10 | 6 | 1 | 3 | 43–25 | 13 |
| 4 | Мура ІК                     | 10 | 4 | 0 | 6 | 34–40 | 8  |
| 5 | ІК «Гуге» (Євле)            | 10 | 2 | 1 | 7 | 28–45 | 5  |
| 6 | «Трансбергс» ІФ (Стокгольм) | 10 | 1 | 0 | 9 | 25–83 | 2  |

### Південна група
|   | Команда                   | І  | В  | Н | П | Ш     | О  |
| - | ------------------------- | -- | -- | - | - | ----- | -- |
| 1 | «Юргорден» ІФ (Стокгольм) | 10 | 10 | 0 | 0 | 68–19 | 20 |
| 2 | Седертельє СК             | 10 | 8  | 0 | 2 | 67–20 | 16 |
| 3 | Форсгага ІФ               | 10 | 5  | 0 | 5 | 54–44 | 10 |
| 4 | ІК «Йота» (Стокгольм)     | 10 | 4  | 0 | 6 | 27–59 | 8  |
| 5 | Вестерос ІК               | 10 | 2  | 0 | 8 | 27–62 | 4  |
| 6 | ІФК Норрчепінг            | 10 | 1  | 0 | 9 | 21–60 | 2  |

## Фінал
- «Юргорден» ІФ (Стокгольм) – АІК Стокгольм 10–2, 6–2